# Diocèse de Nicolet
Pour les articles homonymes, voir Nicolet (homonymie).
Le diocèse de Nicolet (Dioecesis Nicoletana en latin) est un diocèse de l'Église catholique au Québec au Canada. Son siège est la cathédrale Saint-Jean-Baptiste de Nicolet. Il a été érigé canoniquement le 10 juillet 1885 par le pape Léon XIII. Il est suffragant de l'archidiocèse de Sherbrooke.
Depuis le 16 décembre 2022, son évêque est Daniel Jodoin.

## Description
Le diocèse de Nicolet est l'une des juridictions de l'Église catholique au Québec au Canada. Son siège épiscopal est la cathédrale Saint-Jean-Baptiste de Nicolet,. Il est suffragant de l'archidiocèse de Sherbrooke,,.
Le territoire du diocèse de Nicolet s'étend sur 3 682 km2,. Il est contigu au diocèse de Saint-Hyacinthe au sud-ouest, au diocèse de Trois-Rivières au nord-ouest, à l'archidiocèse de Québec au nord-est et à l'archidiocèse de Sherbrooke au sud-est. En 2016, il est divisé en 25 paroisses. En 2013, il en comptait 60 et, en 2000, 85.
En 2016, il dessert une population de 212 810 catholiques, soit 96% de la population totale de son territoire, avec un total de 96 prêtres et 22 diacres permanents.
Le diocèse de Nicolet comprend une basilique mineure, la basilique Saint-Frédéric de Drummondville, depuis le 28 août 2015,.

## Histoire
Le diocèse de Nicolet a été érigé canoniquement le 10 juillet 1885. Auparavant, son territoire faisait partie du diocèse de Trois-Rivières,. Son premier évêque fut Elphège Gravel, nommé le jour même de l'érection du diocèse. Il demeura à cette fonction jusqu'à sa mort le 28 janvier 1904,,.
Le séminaire de Nicolet a été fondé le 4 octobre 1803. Il était affilié à l'Université Laval.

## Évêques

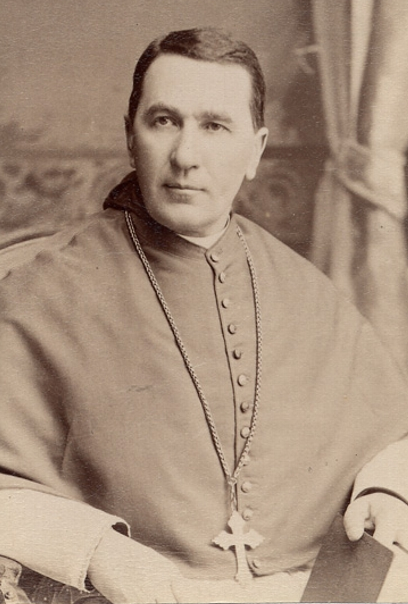
Elphège Gravel, premier évêque de Nicolet

| # | Nom                          | Dates                             |
| - | ---------------------------- | --------------------------------- |
| 1 | Elphège Gravel               | 10 juillet 1885 - 28 janvier 1904 |
| 2 | Joseph-Simon-Herman Brunault | 28 janvier 1904 - 21 octobre 1937 |
| 3 | Albini Lafortune             | 14 mai 1938 - 8 novembre 1950     |
| 4 | Joseph Albertus Martin       | 8 novembre 1950 - 14 mars 1989    |
| 5 | Raymond Saint-Gelais (de)    | 14 mars 1989 - 11 juillet 2011    |
| 6 | André Gazaille               | 11 juillet 2011 - 18 octobre 2022 |
| 7 | Daniel Jodoin                | Depuis le 18 octobre 2022         |

| Nom                          | Dates                               |
| ---------------------------- | ----------------------------------- |
| Joseph-Simon-Herman Brunault | 30 septembre 1899 - 28 janvier 1904 |
| Joseph Albertus Martin       | 21 août 1950 - 8 novembre 1950      |
| Raymond Saint-Gelais         | 19 février 1988 - 14 mars 1989      |

## Paroisses

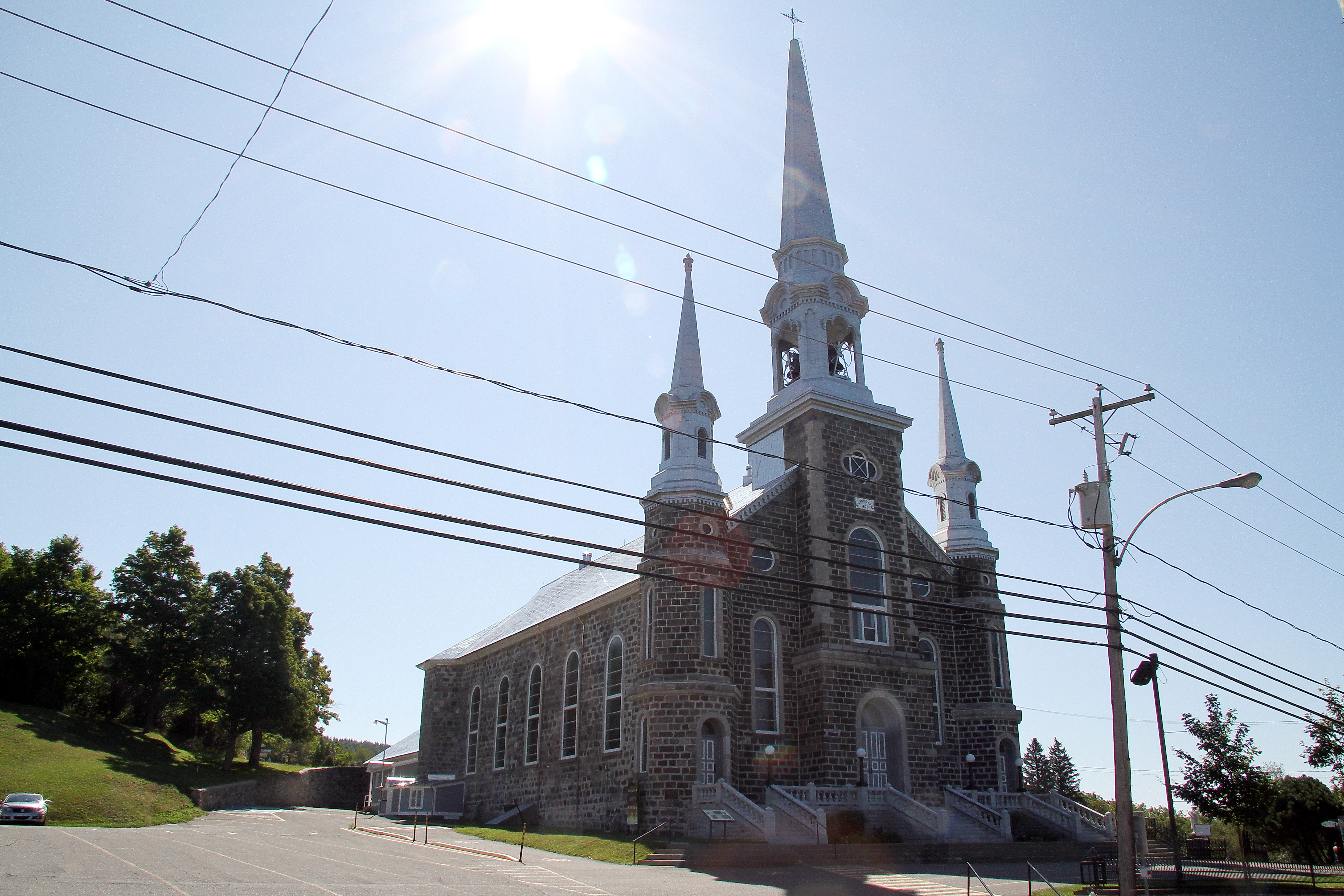
L'église Saint-Christophe d'Arthabaska

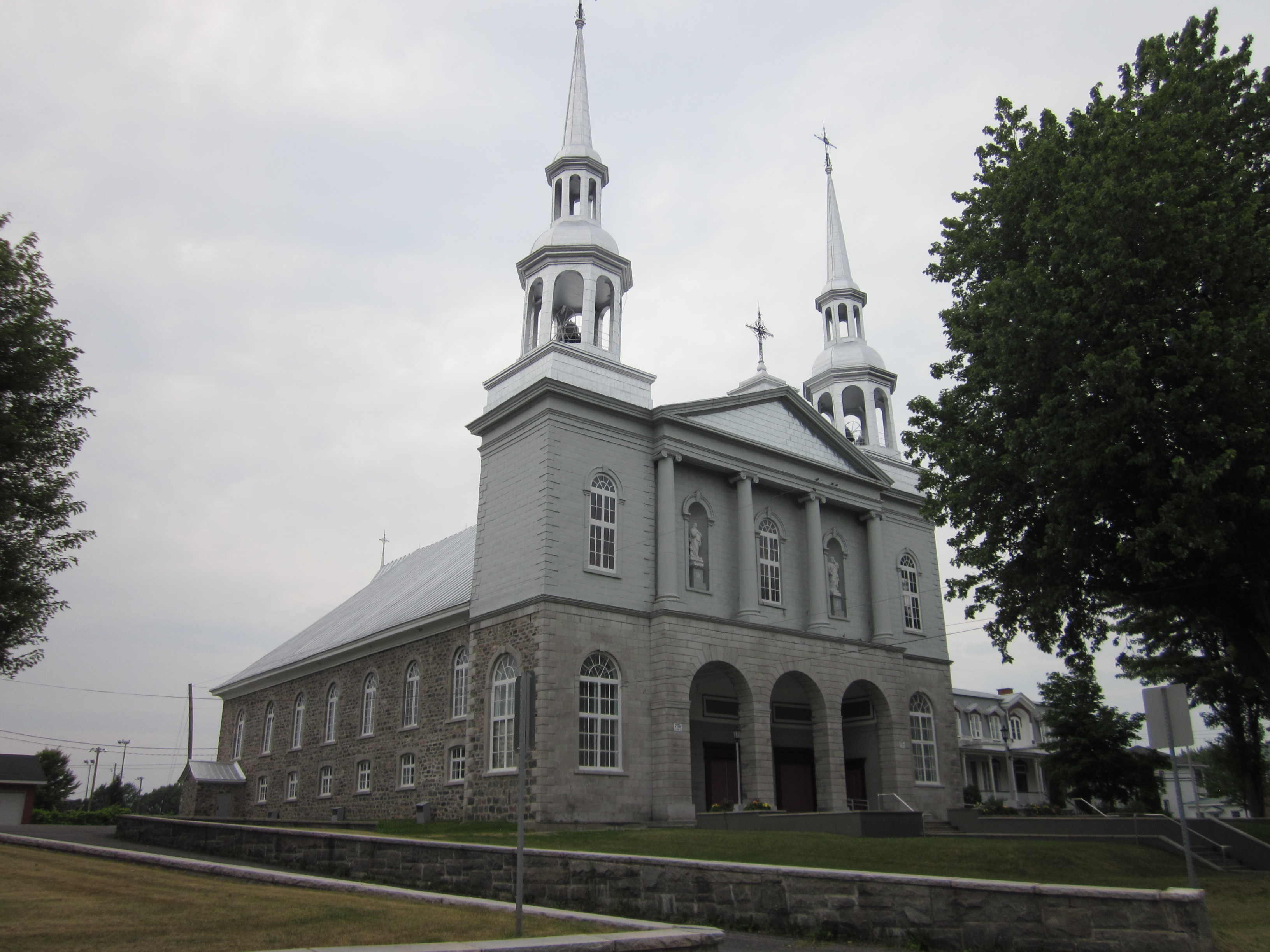
L'Église Saint-Grégoire-le-Grand de Bécancour

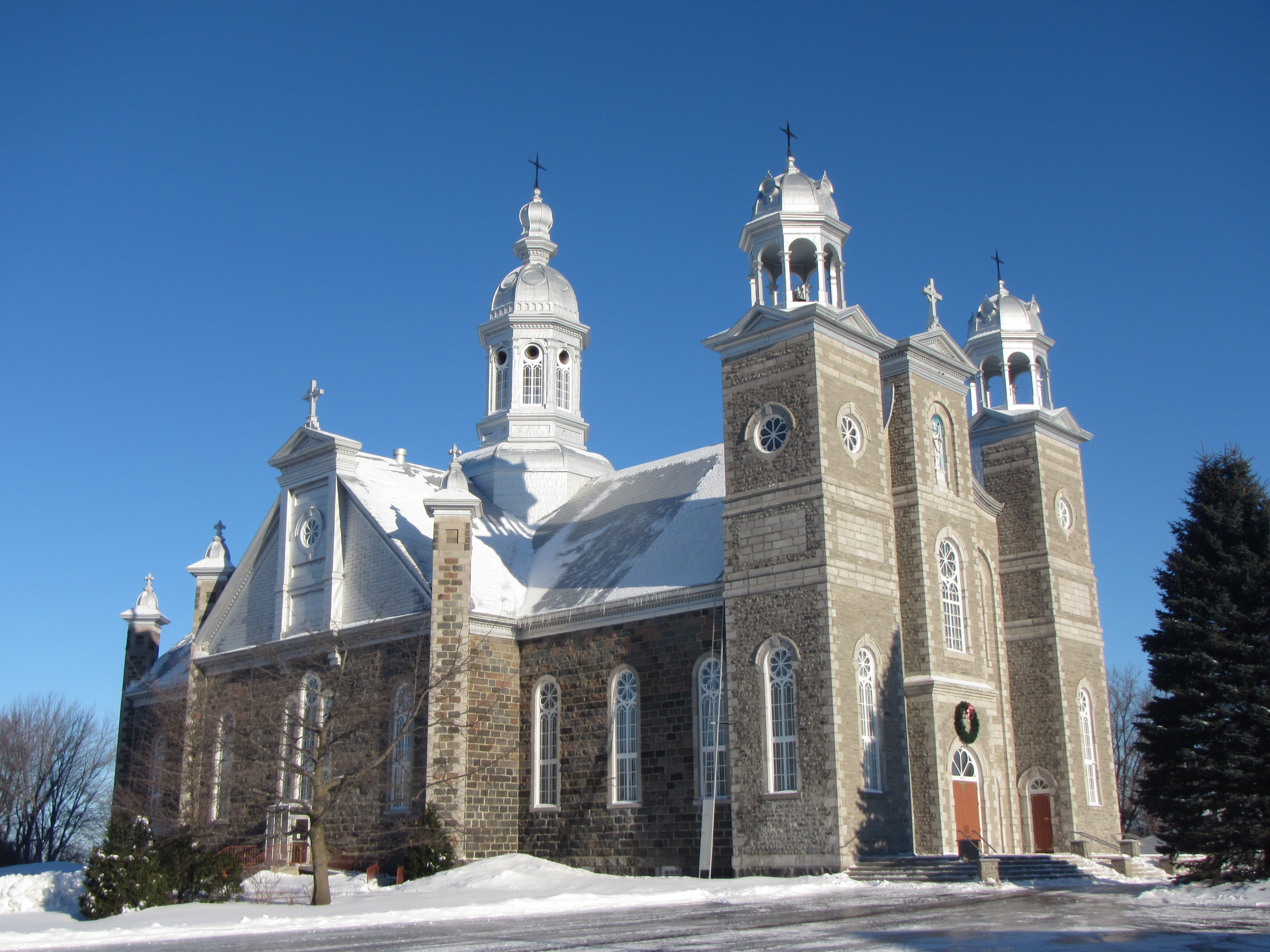
L'église Saint-Cyrille de Saint-Cyrille-de-Wendover

Le diocèse de Nicolet comprend les paroisses suivantes :
- L'Assomption-de-la-Vierge-Marie
- Bienheureux-François-de-Laval
- Bienheureux-Jean-XXIII
- Bienheureux-Louis-Zéphirin-Moreau
- Bon-Pasteur
- Notre-Dame-de-la-Paix
- Notre-Dame-de-l'Espérance
- Notre-Dame-de-Lourdes
- Notre-Dame-des-Monts
- Sacré-Cœur-de-Jésus
- Saint-Christophe d'Arthabaska
- Sainte-Famille
- Saint-François-d'Assise
- Saint-François-de-Sales
- Saint-François-Xavier
- Saint-Frère-André
- Saint-Jean-Baptiste
- Saint-Jean-de-Brébeuf
- Saint-Jean-Paul-II
- Saint-Louis
- Saint-Luc
- Sainte-Marguerite-Bourgeoys
- Sainte-Marguerite-d'Youville
- Saint-Michel
- Saint-Nicéphore
- Saint-Paul-Apôtre
- Sainte-Victoire

## Ordres religieux dans l'histoire du diocèse
- Sœurs grises
- Sœurs de la Présentation de la Bienheureuse Vierge Marie
- Religieuses Hospitalières de Saint-Joseph
- Congrégation de Notre-Dame
- Sœurs du Précieux-Sang
- Sœurs de la Sainte-Famille
- Frères du Sacré-Cœur
- Frères des écoles chrétiennes

## Galerie

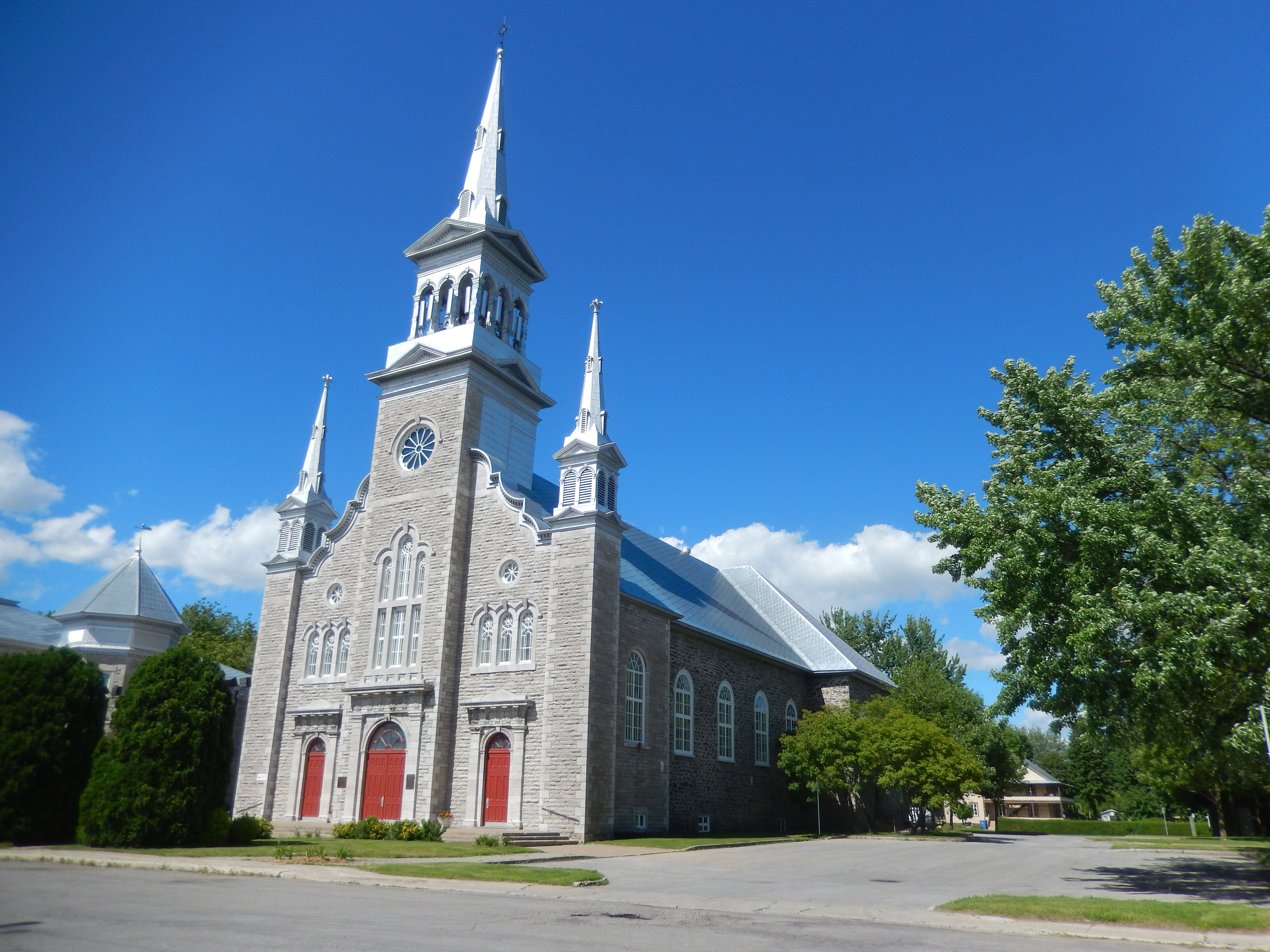
L'église Saint-Édouard de Gentilly (Bécancour)
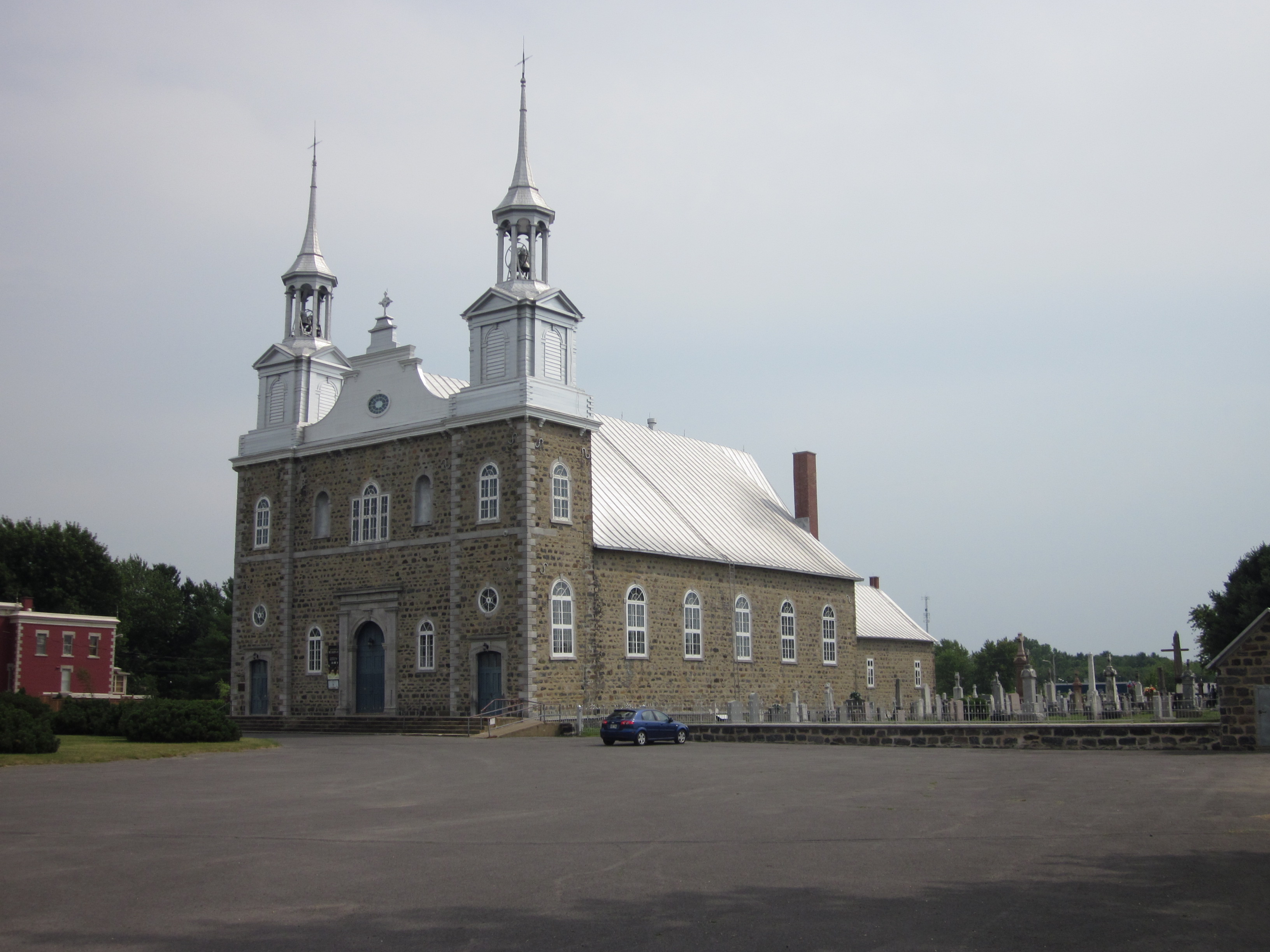
L'église Saint-François-Xavier de Saint-François-du-Lac
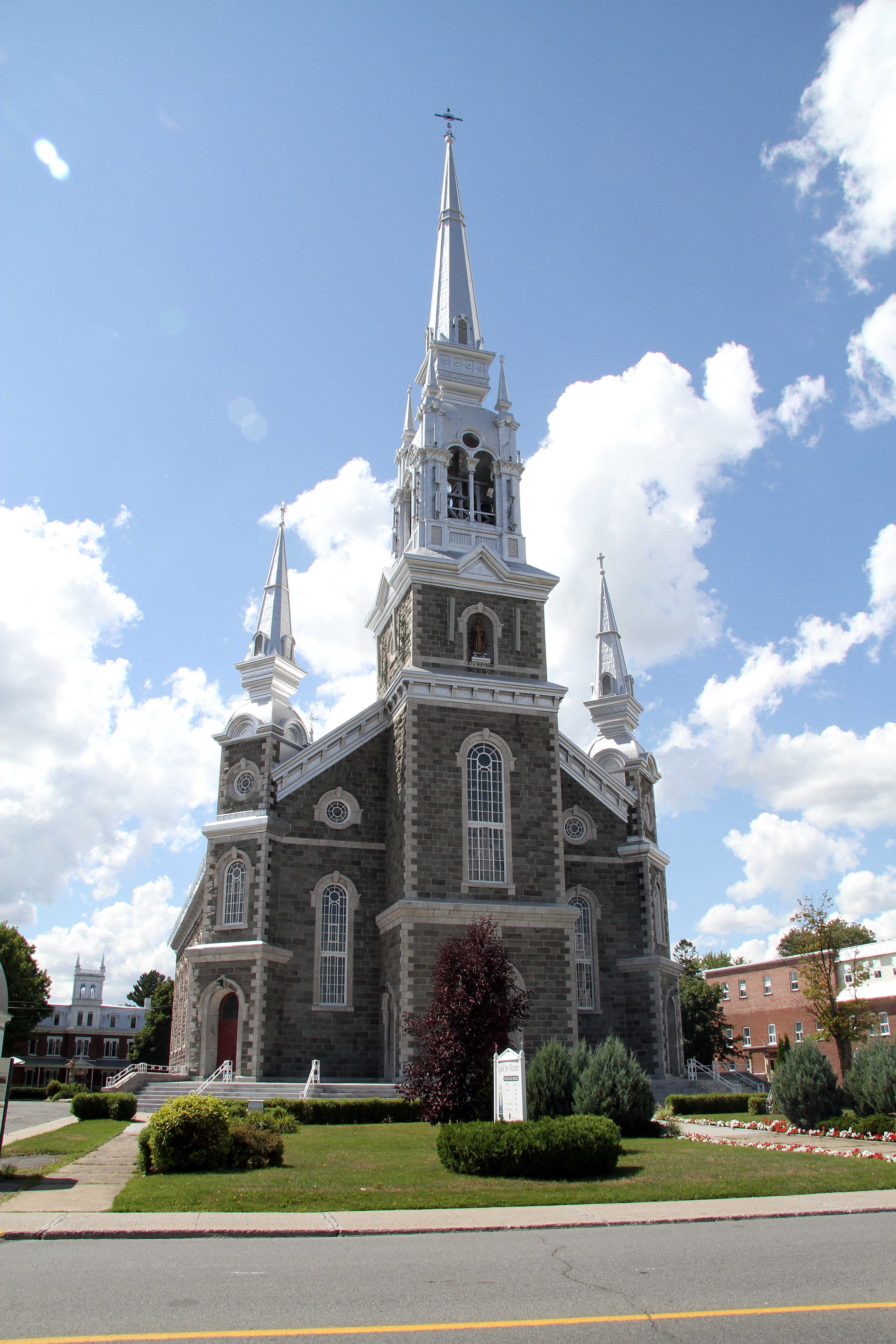
L'église Sainte-Victoire de Victoriaville
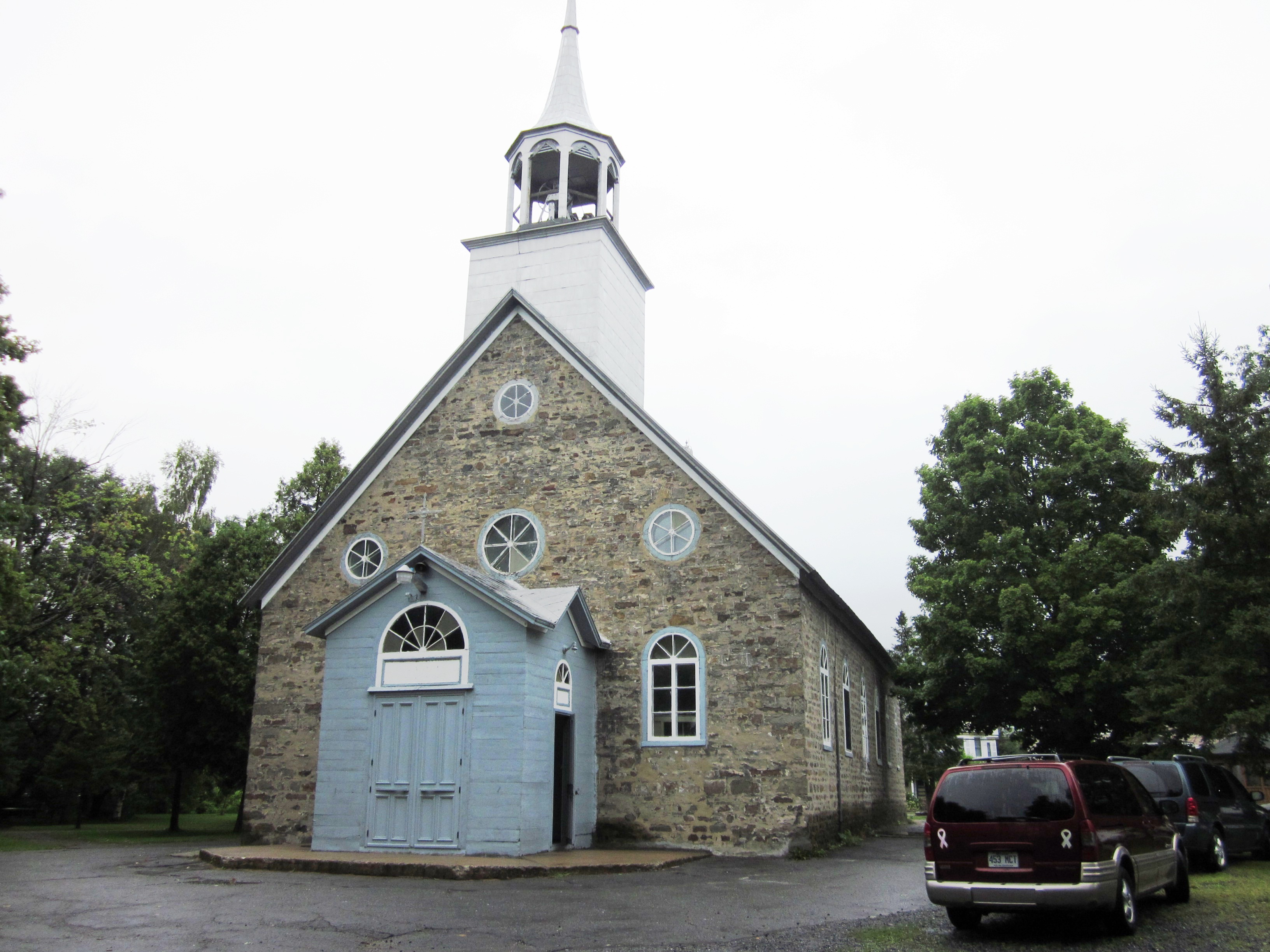
L'église Saint-François-de-Sales d'Odanak
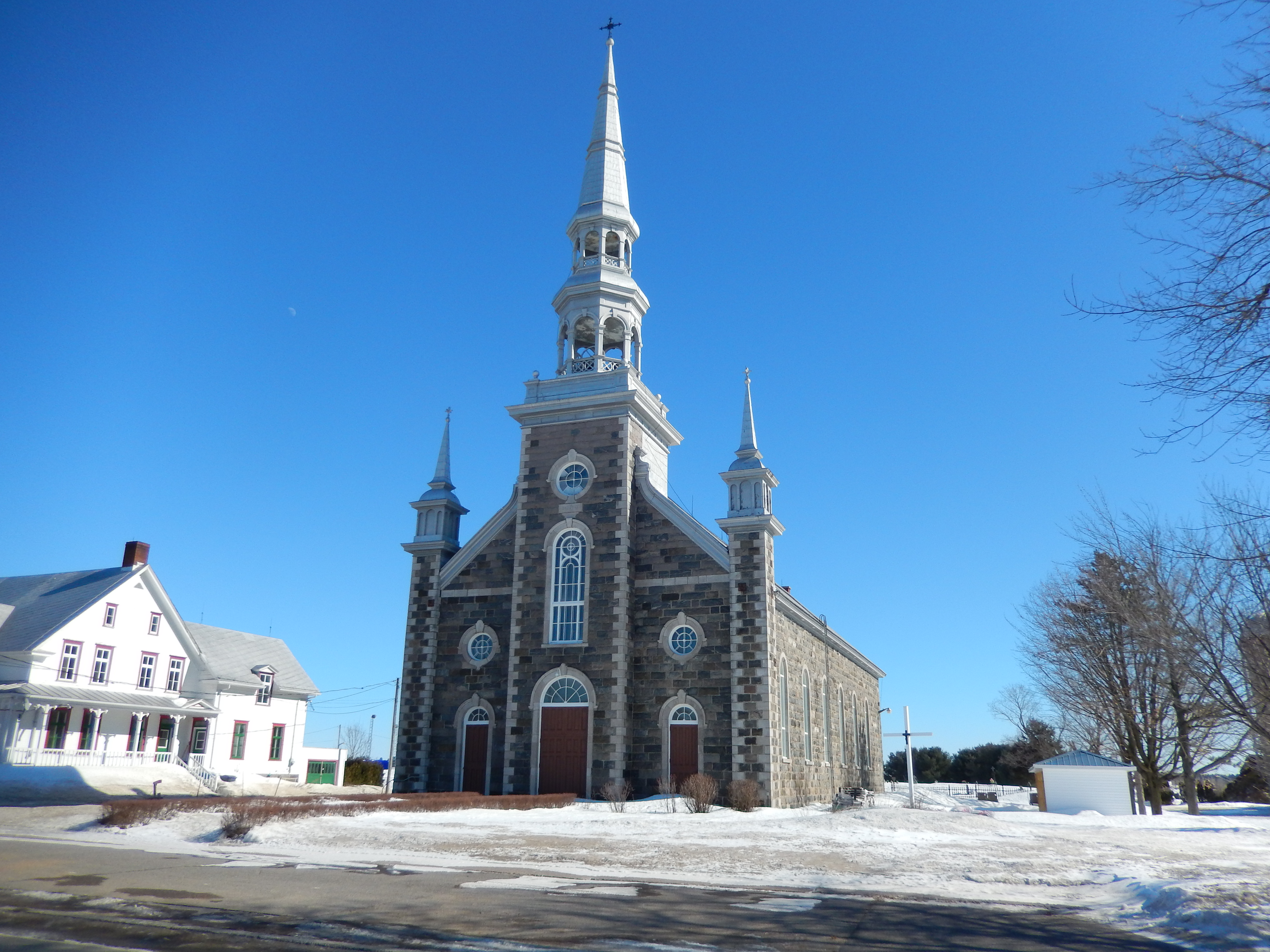
L'église Sainte-Cécile de Sainte-Cécile-de-Lévrard